# Baron Shuttleworth

Wappen der Barone Shuttleworth

Baron Shuttleworth, of Gawthorpe in the County Palatine of Lancaster, ist ein erblicher britischer Adelstitel in der Peerage of the United Kingdom.
Heutiger Familiensitz der Barone ist Leck Hall bei Carnforth in Lancashire.

## Verleihung
Der Titel wurde am 15. Juli 1902 für den liberalen Unterhausabgeordneten Sir Ughtred Kay-Shuttleworth, 2. Baronet geschaffen. Er hatte bereits 1877 von seinem Vater James Kay-Shuttleworth (1804–1877) den fortan nachgeordneten Titel Baronet, of Gawthorpe in the County Palatine of Lancaster, geerbt, der diesem am 22. Dezember 1849 in der Baronetage of the United Kingdom verliehen worden war.
Heutiger Titelinhaber ist seit 1975 dessen Urenkel Charles Kay-Shuttleworth als 5. Baron.

## Liste der Barone Shuttleworth (1902)
- Ughtred Kay-Shuttleworth, 1. Baron Shuttleworth (1844–1939)
- Richard Kay-Shuttleworth, 2. Baron Shuttleworth (1913–1940)
- Ronald Kay-Shuttleworth, 3. Baron Shuttleworth (1917–1942)
- Charles Kay-Shuttleworth, 4. Baron Shuttleworth (1917–1975)
- Charles Kay-Shuttleworth, 5. Baron Shuttleworth (* 1948)

Titelerbe (Heir Apparent) ist der Sohn des aktuellen Titelinhabers, Hon. Thomas Kay-Shuttleworth (* 1976).